# Treća Ivanova poslanica
Treća Ivanova poslanica kao i Druga Ivanova poslanica među najkraćim je knjigama Biblije, ubraja se u Katoličke poslanice i nalazi se među posljednjim knjigama u Novom zavjetu. Kratice biblijskih knjiga za ovu poslanicu je 3 Iv. Tekst Treće Ivanove poslanice ne može se svrstati pod nijednu književnu vrstu, napisan je u obliku pisma.

### Autor i naslovnici
Autor se naziva starješina. Predaja tvrdi da je Ivan apostol i evanđelist autor četvrtog evanđelja i triju Ivanovih poslanica, a suvremena kritika tvrdi da evanđelje i poslanice pripadaju istom krugu, odnosno Ivanovskoj školi, ali većina drži da su bili različiti autori.
Treća je Ivanova poslanica naslovljena Gaju, Ivanovom ljubljenom učeniku.

### Vrijeme nastanka
Vrijeme nastanka Treće Ivanove poslanice je posljednje desetljeće prvog stoljeća.

### Struktura i sadržaj
- 1. Poruke upućene Gaju (1-8)
- 2. Poruke upućene Diotrefu (9-10)
- 3. Poruke upućene Demetriju (11-12)
- 4. Zaključak i pozdrav (13-15)

Treća je Ivanova poslanica napisana prije nego što su se pojavili lažni učitelji. Poslanica je upravljena Gaju. Njegovo je ponašanje besprijekorno i osobito je poznat po požrtvovnom gostoprimstvu prema braći, koja posjećuju njegovu zajednicu.
Poslanica se izravnije bavi sporom između starješine i Diotrefa, koji je poglavar zajednice, vjerojatno one kojoj pripada Gaj. Zanijekana je vlast starješine time što netko odbija primiti njegove izaslanike ili isključuje one kršćane koji ih primaju. Ipak se neki nisu dali ustrašiti od Diotrefa, među kojima je i Gaj i starješina je računao na njih za izvršavanje svojih odredbi. Demetrije je očito izaslanik od povjerenja jer za njega svjedoče svi, i sama Istina, i sam starješina.

### Teologija
Svrha Treće Ivanove poslanice je urediti sukob autoriteta koji je nastao u jednoj od Crkava podložnih Apostolu Ivanu. Život po Istini, nasljedovanje dobra i svjedočanstvo za Istinu protežu se kao teologija poruke.